# Норамбуэна, Габриэль
Габриэ́ль Адо́нис Норамбуэ́на Мора́га (исп. Gabriel Adonis Norambuena Moraga; род. 7 мая 2003, Сантьяго) — чилийский футболист, полузащитник клуба «Унион Эспаньола».

## Клубная карьера
Нормабуэна — воспитанник клуба «Унион Эспаньола». 15 февраля 2021 года в матче против «Кобресаль» он дебютировал в чилийской Примере. 4 октября в поединке против «О’Хиггинс» Габриэль забил свой первый гол за «Унион Эспаньола».

## Международная карьера
В 2023 году в составе молодёжной сборной Чили Норамбуэна принял участие в молодёжном чемпионате Южной Америки в Колумбии. На турнире он сыграл в матчах против сборных Венесуэлы, Эквадора, Боливии и Уругвая.